# Шелдон Лі Ґлешоу
Шелдон Лі Ґлешоу (англ. Sheldon Lee Glashow; нар. 5 грудня, 1932) — американський фізик, лауреат Нобелівської премії, професор математики і фізики Бостонського університету. Нобелівську премію Ґлешоу отримав у 1979 році разом із Абдусом Саламом та Стівеном Вайнбергом за побудову теорії електрослабкої взаємодії. Відомий також своїм теоретичним передбаченням чарівного кварка. Він також є членом Ради Авторів Бюлетеня вчених-атомників.

## Народження та освіта
Шелдон Лі Ґлешоу народився у Нью-Йорку в родині єврейських робочих іммігрантів із Росії. Він відвідував Вищу школу науки Бронкса в Нью-Йорку. Його другом був Стівен Вайнберг. Він отримав диплом бакалавра мистецтв у Корнельському університеті в 1954 році і ступінь доктора наук у галузі фізики Гарвардського університету у 1959 році під керівництвом лауреата Нобелівської премії з фізики Джуліана Швінгера (тема роботи: «Векторний мезон у розпадах елементарних частинок»). Професор Стенфордського університету (1961—1962), Каліфорнійського університету у Берклі (1962—1966) і Гарвардського (з 1966 р.) університетів. Він був запрошеним професором в MIT у 1974 році.

## Дослідження
У 1961 році Ґлешоу доповнив електрослабку модель об'єднання Швінгера шляхом включення короткодіючого нейтрального струму, Z0. Результуюча симетрична структура, яку запропонував Ґлешоу, SU(2) × U(1), лежить в основі загальноприйнятої теорії електрослабких взаємодій. За це відкриття, він поряд зі Стівеном Вайнбергом та Абдусом Саламом, був удостоєний в 1979 році Нобелівської премії з фізики.
У співпраці з Джеймсом Бйоркеном, Глешоу першим передбачив c-кварк, який він назвав «зачарованим» («чарівним») кварком, в 1964 році. На той час було відомо чотири лептони, але лише три кварки, а кваркова модель адронів ще не була загально визнаною. У 1970, разом з Джоном Іліопулосом та Лучьяно Маяні, від запропонував "механізм ГІМ" (названий за першими літерами їх імен, англ. GIM mechanism), який теоретично пояснив, що існування двох пар кварків – (d,s) та (u,c) – пояснює дуже низьку ймовірність нейтральних струмів зі зміною аромату. Теорія, яка раніше базувалася на моделі з трьох кварків, передбачала значно вищі ймовірності таких процесів, аніж показували експериментальні спостереження. Таким чисном, цей механізм зняв аномалію, що виникала в будь-якій теорії квантового поля з неоднаковою кількістю кварків та лептонів. Існування зачарованного кварка було доведено експериментально у 1974 році з відкриттям J/ψ-мезона.
у 1973 році Глешоу і Говард Дьєрдь запропонували перший варіант теорії Великого Об'єднання. Вони виявили, як підігнати калібровочні сили в стандартній моделі в рамки SU (5) групи, а кварки та лептони описати в рамках двох простих концепцій. Їх теорія якісно передбачала загальний тренд зміни константи зв'язку з енергією. Запущена з правдоподібними припущеннями, вона давала грубе співвідношення між значеннями мас кварків і лептонів третього покоління. Теорія також вказувала на те, що закон збереження баріонного числа в таких теоріях не є точним, а отже протон може бути нестабільною частинкою. Ця робота стала основою для всіх майбутніх об'єднувальних робіт.

## Теорія суперструн
Ґлешоу відомий своєю скептичною позицією щодо суперструнної теорії, що пояснюється браком її експериментально перевірюваних прогнозів. Він проводив кампанію недопущення теоретиків суперструнної теорії на фізичний факультет Гарвардського університету. Коли ж вона була визнана — він покинув факультет.
Приблизно десять хвилин в телевізійній програмі «Strings the Thing» (друга частина телевізійної програми Елегантний Всесвіт), він описує її як дисцпліну відмінну від фізики, та відкидає, «… ви можете назвати це пухлиною, якщо хочете…».